# Врчак
Врчак (сценический псевдоним Раде Врчаковского, макед. Раде Врчаковски) — популярный рэп- и поп-исполнитель и композитор из Северной Македонии.

## Биография
Родился 17 ноября 1980 в Скопье, находившего в то время на территории Югославии. Он вырос в музыкальной семье и принимал участие в музыкальных конкурсах с малых лет. Профессиональная карьера началась в 1999, после четырёхлетнего пребывания музыканта в США. Тогда Раде выпускает свою первую песню «И повторно сам». Позднее им был выпущен первый альбом «Како да побегнам од се».
В 2001 Врчак принимает участие в местном музыкальном конкурсе «Макфест» в дуэте с Андрианом Яневским, с песней «Ден по ден», текст к которой он написал сам, и финиширует вторым. В 2004 снова участвует на этом конкурсе, на этот раз в паре с Робертом Билбиловым. Песня «Тайните ангели» заняла третье место. Особенную популярность Врчак получил, написав текст песни «Нинанајна», которую Елена Ристеска исполнила на Евровидении 2006, заняв двенадцатое место (на данный момент лучший результат Македонии на Евровидении). В 2006 Врчак в Черногории принимает участие в фестивале «Будва» в дуэте с Тамарой Тодевской. На этом конкурсе была исполнена песня «Bad Girl». В этом же году певец в третий раз отправляется на «Макфест» с песней «Седьмое небо», и занимает на этом фестивале первое место. Летом музыкант выпускает свой второй альбом «Во твоето срце».
В феврале 2008 года Врчак принимает попытку участия на Евровидении, выступив на национальном отборе с песней «Во име на лјубовта», вместе с Тамарой Тодевской и Адрианом Гаджа. В итоге песня стала победителем отборочного тура и вскоре стала хитом на Балканах. Композиция была записана на македонском, албанском, сербском, турецком, русском и английском языках. Именно английская версия песни — «Let me love you» была вскоре исполнена на конкурсе песни Евровидение 2008. Также на эту песни был снят клип известным в Македонии режиссёром Деяном Милицевичем.
Трио исполнило песню «Let me love you» во втором полуфинале, под номером 18. Конкурсанты заняли 10-е место; однако из-за занятой позиции участники не были квалифицированы до финала — в финале вместо них приняла участие Шарлотта Перелли, занявшая тринадцатое место.

## Дискография

### Альбомы
- Како да побегнам од се (1999)
- Во твоето срце (2006)
- На седмо небо (2009)